# محمد عطازاده
محمد عطازاده (زادهٔ ۳۰ شهریور ۱۳۶۸، اهر، استان آذربایجان شرقی) بازیکن کبدی اهل ایران و لژیونر کبدی ایران در لیگ کانادا در سال ۲۰۱۶ است که در تیم کبدی ریچموند ریدرز لیگ ستارگان جهان در کشور کانادا و تیم ملی کبدی مردان ایران مشغول فعالیت است.

## افتخارهای ورزشی
- مقام سوم جهان ۲۰۱۲
- مقام سوم باشگاه‌های آسیایی دبی ۲۰۱۲
- مقام سوم آسیایی پاکستان ۲۰۱۲
- مقام سوم جهان ۲۰۱۴ هندوستان
- حضور در لیگ ستارگان جهان در کشور کانادا از تیم ریچموند ریدرز
- مقام سوم باشگاه‌های آسیا پاکستان ۲۰۱۹
- قهرمانی باشگاه‌های جهان در کشور عمارات سال ۲۰۱۳
- مقام سوم قهرمانی جهان کشور پاکستان ۲۰۲۰
- سه دورهٔ اول کشوری
- دو دوره نایب قهرمان کشوری